# Irena Grażyna Lewulis
Irena Grażyna Lewulis ps. „Krystyna” (ur. ok. 1910, zm. ?) –  kierowniczka pierwszego ośrodka konspiracyjnego POWN „Akcji Kontynentalnej" w Lyonie we Francji, więźniarka gestapo.

## Życiorys
O Irenie Lewulis brakuje podstawowych danych biograficznych. Jest tylko wiadomo, że urodziła się ok. 1910 i była żoną radcy handlowego Ambasady Polski znajdującej się we Francji. Irena nie pracowała zawodowo. W 1939 mieszkała w Paryżu, a następnie przeniosła się do Lyonu „nieokupowanej” przez Niemców Francji, gdzie używając ps. „Krystyna” kierowała pierwszym ośrodkiem konspiracyjnym Polskiej Organizacji Walki o Niepodległość „Akcji Kontynentalnej” rządu na uchodźstwie, która także działała we Francji pod kryptonimem „Monika”.
Wspomniany ośrodek mieścił się w mieszkaniu Cz. Bitnera. Była równocześnie sekretarką, maszynistką i kolporterką Aleksandra Kawałkowskiego „Justyna", który był jej szefem - przygotowywała pierwsze ulotki orazi gazetki konspiracyjne. Wg T. Paneckiego była aresztowana w grudniu 1942 i prawdopodobnie zwolniona. Wg H. Semenowicz aresztowano ją na parę miesięcy przed końcem wojny w łapance, którą przeprowadzono w Paryżu na stacji metra i znaleziono przy niej sprzęt radiowy. W gestapo była poddana ciężkim torturom, wieszana była za warkocze, gwałcona, ale nikogo nie wydała. Wojnę przeżyła. W literaturze występuje mąż Ireny W. Lewulis, który od początku był przynależny do POWN (Polska Organizacja Walki o Niepodległość - polska organizacja konspiracyjna we Francji, a która została utworzona przez rząd emigracyjny w Paryżu - ,,Akcja Kontynentalna" „Monika”). Jak podaje J. Zamojski, grupa W. Lewulisa opanowała w sierpniu 1944 w czasie powstania paryskiego konsulat polski.
We wrześniu 1945 z mężem W. Lewulisem wyjechali na placówkę handlową do Tel Awiwu. Brak danych o jej dalszych losach oraz dacie śmierci.

## Odznaczenia
- Krzyż Srebrny Orderu Virtuti Militari[a][1]
- Krzyż Wojenny 1939–1945 (Croix de Guerre 1939–1945, Francja)